# Liste des mammifères en Terre-Adélie
Pour des articles plus généraux, voir Liste des mammifères en France, Liste des mammifères en Antarctique et Faune en Terre-Adélie.

Carte topographique de la Terre-Adélie.

Localisation de la Terre-Adélie dans l'hémisphère sud.

Cette liste commentée recense la mammalofaune de la Terre-Adélie. Elle répertorie les espèces de mammifères actuels de ce district des TAAF et celles qui ont été récemment classifiées comme éteintes (à partir de l'Holocène, depuis donc 11 700 ans av. J.‑C.). Cette liste comporte 17 espèces réparties en trois ordres et six familles, dont trois sont « en danger », deux sont « vulnérables » et trois ont des « données insuffisantes » pour être classées (selon les critères de la liste rouge de l'UICN au niveau mondial). À l'échelle française, par la liste rouge de l'UICN France, ces mammifères n'ont pas forcément les mêmes statuts que précédemment : quatre sont « non applicables » (c'est-à-dire introduits, erratiques ou en limite d'aire de répartition en France, qui sont dits aussi cryptogènes).
Elle ne contient aucune espèce introduite sur ce territoire. Il peut contenir aussi des animaux non reconnus par la liste rouge de l'UICN (aucun mammifère ici) ou absents de la liste de l'UICN France (neuf au total) et ils sont classés en « non évalué » : cela étant dû notamment au manque de données, à des espèces domestiques, disparues ou éteintes avant le XVIe siècle ou non acclimatées de manière certaine sur le territoire. Il n'existe pas en Terre-Adélie d'espèce et de sous-espèce de mammifère endémique.

## Statuts des listes rouges de l'UICN
Les statuts de conservation utilisés par la liste rouge de l'UICN mondiale sont :
| (EX) | Éteint                  | Il n'y a pas le moindre doute sur le fait que le dernier spécimen recensé est mort.                                                                   |
| (EW) | Éteint à l'état sauvage | L'espèce est connue uniquement en captivité ou en tant que population naturalisée bien en dehors de son ancienne aire de répartition.                 |
| (CR) | En danger critique      | L'espèce risque prochainement de s'éteindre à l'état sauvage.                                                                                         |
| (EN) | En danger               | L'espèce fait face à un très gros risque d'extinction à l'état sauvage.                                                                               |
| (VU) | Vulnérable              | L'espèce fait face à un gros risque d'extinction à l'état sauvage.                                                                                    |
| (NT) | Quasi menacé            | L'espèce ne satisfait pas un ou plusieurs des critères prévus qui permettraient de la catégoriser, mais pourrait risquer de s'éteindre dans le futur. |
| (LC) | Préoccupation mineure   | Il n'y a pas de risque identifiable pour l'espèce. |
| (DD) | Données insuffisantes   | Il n'y a pas d'information adéquate qui permettraient de faire une évaluation des risques pour cette espèce.                                          |
| (NE) | Non évalué              | L'espèce n'a pas encore été confrontée aux critères précédents, n'est pas reconnue par l'UICN ou bien s'est éteinte avant le XVIe siècle.             |

Et les statuts présents dans la liste rouge de l'UICN France sont :
| (EX) | Éteint                    | Il n'y a pas le moindre doute sur le fait que le dernier spécimen recensé est mort.                                                                   |
| (EW) | Éteint à l'état sauvage   | L'espèce est connue uniquement en captivité ou en tant que population naturalisée bien en dehors de son ancienne aire de répartition.                 |
| (RE) | Éteint au niveau régional | L'espèce n'est plus présente localement en France à l'état sauvage mais se trouve dans d'autres pays.                                                 |
| (CR) | En danger critique        | L'espèce risque prochainement de s'éteindre à l'état sauvage.                                                                                         |
| (EN) | En danger                 | L'espèce fait face à un très gros risque d'extinction à l'état sauvage.                                                                               |
| (VU) | Vulnérable                | L'espèce fait face à un gros risque d'extinction à l'état sauvage.                                                                                    |
| (NT) | Quasi menacé              | L'espèce ne satisfait pas un ou plusieurs des critères prévus qui permettraient de la catégoriser, mais pourrait risquer de s'éteindre dans le futur. |
| (LC) | Préoccupation mineure     | Il n'y a pas de risque identifiable pour l'espèce. |
| (DD) | Données insuffisantes     | Il n'y a pas d'information adéquate qui permettraient de faire une évaluation des risques pour cette espèce.                                          |
| (NA) | Non applicable            | L'espèce peut être d'introduction récente ou erratique sur le territoire.                                                                             |
| (NE) | Non évalué                | L'espèce n'a pas encore été confrontée aux critères précédents, n'est pas reconnue par l'UICN ou bien s'est éteinte avant le XVIe siècle.             |

## Ordre:Primates

### Famille:Hominidés
| Nom vulgaire, nom binominal et citation d'auteurs | Origine et statut en Terre-Adélie | Aire de répartition                    | Statut UICN mondial | Statut UICN France | Image         |
| ------------------------------------------------- | --------------------------------- | -------------------------------------- | ------------------- | ------------------ | ------------- |
| Homme moderne Homo sapiens Linnaeus, 1758         | Allochtone,                       | Aire de répartition de l'Homme moderne | [ 3 ]               | (NE)               | Homme moderne |

## Ordre:Cétacés

### Famille:Balænoptéridés
| Nom vulgaire, nom binominal et citation d'auteurs                   | Origine et statut en Terre-Adélie | Aire de répartition                              | Statut UICN mondial | Statut UICN France | Image                     |
| ------------------------------------------------------------------- | --------------------------------- | ------------------------------------------------ | ------------------- | ------------------ | ------------------------- |
| Petit Rorqual antarctique Balaenoptera bonaerensis Burmeister, 1867 | Autochtone,                       | Aire de répartition du Petit Rorqual antarctique | [ 5 ]               | (NE)               | Petit Rorqual antarctique |
| Rorqual boréal Balaenoptera borealis Lesson, 1828                   | Erratique,                        | Aire de répartition du Rorqual boréal            | [ 6 ]               | NA                 | Rorqual boréal            |
| Baleine bleue Balaenoptera musculus (Linnaeus, 1758)                | Autochtone                        | Aire de répartition de la Baleine bleue          | [ 7 ]               | (NE)               | Baleine bleue             |
| Rorqual commun Balaenoptera physalus (Linnaeus, 1758)               | Autochtone                        | Aire de répartition du Rorqual commun            | [ 8 ]               | (NE)               | Rorqual commun            |
| Baleine à bosse Megaptera novaeangliae (Borowski, 1781)             | Autochtone                        | Aire de répartition de la Baleine à bosse        | [ 9 ]               | (NE)               | Baleine à bosse           |

### Famille:Delphinidés
| Nom vulgaire, nom binominal et citation d'auteurs                    | Origine et statut en Terre-Adélie | Aire de répartition                          | Statut UICN mondial | Statut UICN France | Image                 |
| -------------------------------------------------------------------- | --------------------------------- | -------------------------------------------- | ------------------- | ------------------ | --------------------- |
| Lagénorhynque sablier Lagenorhynchus cruciger (Quoy & Gaimard, 1824) | Erratique                         | Aire de répartition du Lagénorhynque sablier | [ 10 ]              | NA                 | Lagénorhynque sablier |
| Orque Orcinus orca (Linnaeus, 1758)                                  | Autochtone                        | Aire de répartition de l'Orque               | [ 11 ]              | (NE)               | Orque                 |

### Famille:Physétéridés
| Nom vulgaire, nom binominal et citation d'auteurs    | Origine et statut en Terre-Adélie | Aire de répartition                   | Statut UICN mondial | Statut UICN France | Image          |
| ---------------------------------------------------- | --------------------------------- | ------------------------------------- | ------------------- | ------------------ | -------------- |
| Grand Cachalot Physeter macrocephalus Linnaeus, 1758 | Autochtone                        | Aire de répartition du Grand Cachalot | [ 12 ]              | (NE)               | Grand Cachalot |

### Famille:Ziphiidés
| Nom vulgaire, nom binominal et citation d'auteurs           | Origine et statut en Terre-Adélie | Aire de répartition                               | Statut UICN mondial | Statut UICN France | Image                   |
| ----------------------------------------------------------- | --------------------------------- | ------------------------------------------------- | ------------------- | ------------------ | ----------------------- |
| Bérardie d'Arnoux Berardius arnuxii Duvernoy, 1851          | Erratique                         | Aire de répartition du Bérardie d'Arnoux          | [ 13 ]              | NA                 | Bérardie d'Arnoux       |
| Hypérodon austral Hyperoodon planifrons Flower, 1882        | Autochtone                        | Aire de répartition du Hypérodon austral          | [ 14 ]              | (NE)               | Hypérodon austral       |
| Baleine à bec de Cuvier Ziphius cavirostris G. Cuvier, 1823 | Erratique                         | Aire de répartition de la Baleine à bec de Cuvier | [ 15 ]              | NA                 | Baleine à bec de Cuvier |

## Ordre:Carnivores

### Famille:Phocidés
| Nom vulgaire, nom binominal et citation d'auteurs               | Origine et statut en Terre-Adélie | Aire de répartition                              | Statut UICN mondial | Statut UICN France | Image                   |
| --------------------------------------------------------------- | --------------------------------- | ------------------------------------------------ | ------------------- | ------------------ | ----------------------- |
| Léopard de mer Hydrurga leptonyx (de Blainville, 1820)          | Autochtone                        | Aire de répartition du Léopard de mer            | [ 16 ]              | [ 16 ]             | Léopard de mer          |
| Phoque de Weddell Leptonychotes weddellii (Lesson, 1826)        | Autochtone                        | Aire de répartition du Phoque de Weddell         | [ 17 ]              | [ 17 ]             | Phoque de Weddell       |
| Phoque crabier Lobodon carcinophaga (Hombron & Jacquinot, 1842) | Autochtone                        | Aire de répartition du Phoque crabier            | [ 18 ]              | [ 18 ]             | Phoque crabier          |
| Phoque de Ross Ommatophoca rossii Gray, 1844                    | Autochtone                        | Aire de répartition du Phoque de Ross            | [ 19 ]              | [ 19 ]             | Phoque de Ross          |
| Éléphant de mer austral Mirounga leonina (Linnaeus, 1758)       | Autochtone                        | Aire de répartition de l'Éléphant de mer austral | [ 20 ]              | (NE)               | Éléphant de mer austral |